# Atletica leggera ai Giochi della XXXIII Olimpiade - Lancio del disco femminile
Ai Giochi della XXXIII Olimpiade la competizione del Lancio del disco femminile si è svolta nei giorni 2 e 5 agosto 2024 presso lo Stade de France di Parigi.

## Presenze ed assenze delle campionesse in carica
| Competizione         | Atleta           | Prestazione | Parigi 2024 |
| -------------------- | ---------------- | ----------- | ----------- |
| Olimpiadi 2020       | Valarie Allman   | 68,98 m     | Presente    |
| Africani 2022        | Chioma Onyekwere | 58,19 m     | Presente    |
| Commonwealth 2022    | Chioma Onyekwere | 61,70 m     | Presente    |
| Asiatici 2022        | Feng Bin         | 67,93       | Presente    |
| Panamericani 2023    | Izabela da Silva | 59,63 m     | Presente    |
| Mondiali 2023        | Laulauga Tausaga | 69,49 m     | Non qual.   |
| Europei 2024         | Sandra Perković  | 67,04 m     | Presente    |
|                      |                  |             |             |
| Mondiali junior 2022 | Emma Sralla      | 56,15 m     | Non qual.   |

1. ↑  Alle selezioni americane (Trials) ha fatto tre lanci nulli nella fase di Qualificazione.

## Risultati

### Qualificazioni
Si qualificano per la finale le atlete che lanciano 64,00 m (Q) oppure le migliori 12 (q).
| Pos. | Gruppo | Atleta                   | Nazione     | 1º    | 2º    | 3º    | Miglior lancio | Note                          |
| ---- | ------ | ------------------------ | ----------- | ----- | ----- | ----- | -------------- | ----------------------------- |
| 1    | A      | Valarie Allman           | Stati Uniti | 69,59 |       |       | 69,59          | Q                             |
| 2    | B      | Sandra Perković          | Croazia     | 65,63 |       |       | 65,63          | Q                             |
| 3    | B      | Feng Bin                 | Cina        | 65,40 |       |       | 65,40          | Q                             |
| 4    | B      | Vanessa Kamga            | Svezia      | 65,14 |       |       | 65,14          | Q,                            |
| 5    | A      | Jorinde van Klinken      | Paesi Bassi | 63,68 | 64,81 |       | 64,81          | Q                             |
| 6    | B      | Alexandra Emilianov      | Moldavia    | 64,33 |       |       | 64,33          | Q                             |
| 7    | A      | Melina Robert-Michon     | Francia     | 63,77 | 62,13 | 59,29 | 63,77          | q                             |
| 8    | A      | Kristin Pudenz           | Germania    | x     | 63,45 | 63,35 | 63,45          | q                             |
| 9    | A      | Daisy Osakue             | Italia      | 56,77 | 63,11 | x     | 63,11          | q                             |
| 10   | B      | Irina Rodrigues          | Portogallo  | 62,90 | 60,45 | x     | 62,90          | q                             |
| 11   | B      | Claudine Vita            | Germania    | 59,77 | 62,25 | 62,70 | 62,70          | q                             |
| 12   | B      | Marike Steinacker        | Germania    | 62,63 | x     | x     | 62,63          | q                             |
| 13   | B      | Veronica Fraley          | Stati Uniti | 62,54 | 62,30 | 60,95 | 62,54          |                               |
| 14   | A      | Liliana Cá               | Portogallo  | 57,59 | 62,43 | 59,55 | 62,43          |                               |
| 15   | B      | Taryn Gollshewsky        | Australia   | 56,86 | 62,36 | 58,79 | 62,36          | Miglior prestazione personale |
| 16   | B      | Alida van Daalen         | Paesi Bassi | 62,19 | 61,62 | 61,99 | 62,19          |                               |
| 17   | B      | Izabela da Silva         | Brasile     | 61,68 | x     | 61,21 | 61,68          |                               |
| 18   | B      | Jayden Ulrich            | Stati Uniti | x     | x     | 61,08 | 61,08          |                               |
| 19   | B      | Melany del Pilar Matheus | Cuba        | 60,19 | 61,07 | 60,90 | 61,07          |                               |
| 20   | B      | Daria Zabawska           | Polonia     | 57,84 | 60,48 | 60,86 | 60,86          |                               |
| 21   | B      | Chioma Onyekwere         | Nigeria     | 60,78 | 60,66 | x     | 60,78          |                               |
| 22   | A      | Ieva Gumbs               | Lituania    | x     | 60,37 | 56,88 | 60,37          |                               |
| 23   | A      | Marija Tolj              | Croazia     | 59,87 | 59,27 | x     | 59,87          |                               |
| 24   | A      | Lisa Brix Pedersen       | Danimarca   | 59,81 | x     | 57,75 | 59,81          |                               |
| 25   | A      | Silinda Moráles          | Cuba        | 59,46 | 58,30 | 55,20 | 59,46          |                               |
| 26   | A      | Andressa de Morais       | Brasile     | 52,24 | 59,14 | 59,43 | 59,43          |                               |
| 27   | A      | Caisa-Marie Lindfors     | Svezia      | 56,82 | x     | 59,29 | 59,29          |                               |
| 28   | A      | Jiang Zhichao            | Cina        | 56,58 | 57,13 | 59,10 | 59,10          |                               |
| 29   | A      | Ashley Anumba            | Nigeria     | 57,23 | x     | 58,83 | 58,83          |                               |
| 30   | A      | Subenrat Insaeng         | Thailandia  | 58,07 | x     | x     | 58,07          |                               |
| 31   | A      | Samantha Hall            | Giamaica    | x     | 54,94 | x     | 54,94          |                               |
| 32   | B      | Obiageri Amaechi         | Nigeria     | x     | x     | 45,45 | 45,45          |                               |

### Finale

Video della Finale

| Pos.    | Atleta               | Nazione     | 1º    | 2º    | 3º    | 4º              | 5º              | 6º              | Miglior misura | Note |
| ------- | -------------------- | ----------- | ----- | ----- | ----- | --------------- | --------------- | --------------- | -------------- | ---- |
| Oro     | Valarie Allman       | Stati Uniti | x     | 68,74 | 68,06 | 69,50           | x               | 69,21           | 69,50          |      |
| Argento | Feng Bin             | Cina        | 66,33 | 64,80 | 67,51 | 67,13           | 67,25           | 65,98           | 67,51          |      |
| Bronzo  | Sandra Perković      | Croazia     | 64,25 | x     | 67,51 | x               | x               | x               | 67,51          |      |
| 4       | Marike Steinacker    | Germania    | 54,37 | 61,37 | x     | x               | 65,37           | x               | 65,37          |      |
| 5       | Vanessa Kamga        | Svezia      | 65,05 | x     | x     | 62,32           | x               | x               | 65,05          |      |
| 6       | Claudine Vita        | Germania    | 63,62 | x     | 63,25 | x               | 61,25           | 63,03           | 63,62          |      |
| 7       | Jorinde van Klinken  | Paesi Bassi | 63,35 | 61,50 | x     | x               | x               | 51,23           | 63,35          |      |
| 8       | Daisy Osakue         | Italia      | 63,11 | x     | x     | x               | 62,53           | 60,31           | 63,11          |      |
| 9       | Irina Rodrigues      | Portogallo  | 60,39 | 61,19 | x     | Non qualificata | Non qualificata | Non qualificata | 61,19          |      |
| 10      | Kristin Pudenz       | Germania    | 60,38 | 60,07 | x     | Non qualificata | Non qualificata | Non qualificata | 60,38          |      |
| 11      | Alexandra Emilianov  | Moldavia    | 58,08 | x     | 58,02 | Non qualificata | Non qualificata | Non qualificata | 58,08          |      |
| 12      | Mélina Robert-Michon | Francia     | 56,63 | x     | 57,03 | Non qualificata | Non qualificata | Non qualificata | 57,03          |      |